# ماری آرچر
مِری دُرین آرچر، بارونِس آرچر اُف وِستون-سوپِر-مِر (انگلیسی: Mary Archer؛ زادهٔ ۲۲ دسامبر ۱۹۴۴)، دانشمند بریتانیایی متخصص در زمینه تبدیل انرژی خورشیدی است. او همسر جفری آرچر، معاون سابق رئیس حزب محافظه‌کار است. آرچر در حال حاضر معاون دانشگاه باکینگهام می‌باشد.

## اوایل زندگی و تحصیلات
مِری ویدِن در دسامبر ۱۹۴۴ در اپسوم، ساری به دنیا آمد. او دختر کوچکتر هارولد اِن. ویدِن، حسابدار رسمی، و دُرین کاکس بود. او در کالج بانوان چلتنهام تحصیل کرد و سپس شیمی را در کالج سنت آن، آکسفورد خواند. پس از آن برای اخذ مدرک دکترای شیمی فیزیک در کالج سلطنتی لندن ادامه تحصیل داد. پایان‌نامه او با عنوان «کاتالیز ناهمگن واکنش‌های جانشینی معدنی» در سال ۱۹۶۸ ارائه شد.

## حرفه علمی
آرچر از سال ۱۹۶۸ تا ۱۹۷۱ پژوهشگر ارشد جوان در کالج سنت هیلدا، آکسفورد بود. سپس در سال تحصیلی ۱۹۷۱/۷۲ به عنوان استاد موقت شیمی در کالج سامرویل، آکسفورد تدریس کرد. پس از آکسفورد، او به عنوان پژوهشگر علمی تحت نظر جورج پورتر در مؤسسه سلطنتی لندن کار کرد. در همین دوره بود که او به فوتوالکتروشیمی علاقه‌مند شد و از آن زمان مقالات و سخنرانی‌های گسترده‌ای در این زمینه ارائه کرده است.
در اواسط دهه ۱۹۷۰، او به هیئت مدیره انجمن بین‌المللی انرژی خورشیدی منصوب شد. بین سال‌های ۱۹۷۶ تا ۱۹۸۶، او عضو هیئت علمی کالج نیونهام و استاد شیمی در کالج ترینیتی دانشگاه کمبریج بود. از ۱۹۸۴ تا ۱۹۹۱، مدیر بنیاد موزه فیتزویلیام در کمبریج بود. او بین سال‌های ۱۹۸۸ تا ۱۹۹۵ مدیر غیراجرایی شرکت رادیو مید آنگلیا بود. او به عنوان خواننده آلتو اول فعالیت می‌کند و در سال ۱۹۹۲ یک سی‌دی از سرودهای کریسمس با عنوان «سرود کریسمس» منتشر کرد.
در سال ۱۹۸۸، آرچر به شورای شرکت بیمه لویدز پیوست و سال بعد رئیس کمیته سختی لویدز شد. او از سال ۱۹۷۷ به عنوان «نام» در لویدز فعالیت داشت. از ۱۹۸۸ تا ۲۰۰۰، او رئیس بنیاد ملی انرژی بود که به بهبود استفاده از انرژی در ساختمان‌ها می‌پردازد. او بعدها رئیس این بنیاد شد و در حال حاضر حامی آن است. او همچنین رئیس انجمن انرژی خورشیدی بریتانیا (UK-ISES) است. ویدِن همچنین عضو انجمن انرژی است و در سال ۲۰۰۲ مدال ملچت این مؤسسه را دریافت کرد.
او نویسنده و مشارکت‌کننده در آثار مختلفی در زمینه انرژی خورشیدی است، از جمله «رویکردهای فوتوشیمیایی و فوتوالکتروشیمیایی به تبدیل انرژی خورشیدی» که نوشتن آن ۱۵ سال طول کشید. او ویراستار مشترک کتاب‌های «برق پاک از فوتوولتائیک» (۲۰۰۱)، «فتوسنتز مولکولی تا جهانی» (۲۰۰۴)، «کرسی شیمی ۱۷۰۲ در کمبریج: دگرگونی و تغییر» (۲۰۰۵) و «سیستم‌های نانوساختار و فوتوالکتروشیمیایی برای تبدیل فوتون خورشیدی» (۲۰۰۸) بوده است.
در سال ۱۹۹۴، لیدی آرچر مدیر غیراجرایی تلویزیون آنگلیا بود که در آن زمان هدف پیشنهاد خرید قرار گرفته بود. پس از گزارش‌های بورس لندن، وزارت تجارت و صنعت در ۸ فوریه ۱۹۹۴ بازرسانی را برای بررسی احتمالی تخلفات معاملات داخلی توسط برخی افراد از جمله همسرش منصوب کرد. هیچ اتهامی مطرح نشد.
او به مدت ۱۰ سال تا سال ۲۰۱۲ رئیس بنیاد بیمارستان‌های دانشگاه کمبریج (شامل آدنبروک و بیمارستان‌های رزی) بود و پیش از آن مدیر غیراجرایی (۱۹۹۹–۱۹۹۳) و معاون رئیس (۲۰۰۲–۱۹۹۹) بیمارستان آدنبروک بود. بین سال‌های ۲۰۰۵ تا ۲۰۰۸، او یک ابتکار پیشگامانه با بودجه خدمات ملی بهداشت (انگلستان) برای ایجاد ابزارهای تصمیم‌گیری بیماران برای بیماران مبتلا به سرطان پروستات موضعی (یا BPH) را رهبری کرد. در سال ۲۰۰۷، او جایزه اِوا فیلبین مؤسسه شیمی ایرلند را دریافت کرد. او مدیر مؤسس شرکای سلامت دانشگاه کمبریج در سال‌های ۲۰۱۲–۲۰۰۹ بود و از ۱۹۹۷ تا ۲۰۱۵ معاون رئیس ACT (بنیاد خیریه آدنبروک) بود. او در حال حاضر هدایت گروهی را برای ایجاد یک PDA آنلاین و اطلاعات/مشاوره برای بیماران سرطان مثانه در بیمارستان آدنبروک و در سراسر شبکه سرطان آنگلیا بر عهده دارد. وی همچنین برندهٔ جوایزی همچون بانوی فرمانده نشان امپراتوری بریتانیا شده است.